# Bernhard Häring
Pour les articles homonymes, voir Haring.
Bernhard Häring (né le 10 novembre 1912 à Böttingen et mort le 3 juillet 1998 à Gars am Inn) est un théologien catholique allemand, prêtre rédemptoriste.

## Biographie
Né dans une famille de paysans du Bade-Wurtemberg, il entre au petit séminaire à l'âge de douze ans, avant de rejoindre la congrégation rédemptoriste. Ordonné prêtre, il est envoyé au Brésil comme missionnaire. Il se spécialise dans l'étude de la théologie morale. 
Pendant la Seconde Guerre mondiale, il est incorporé dans l'armée allemande, en tant que personnel de santé. Il donne les sacrements aux soldats, malgré l'interdiction des autorités. 
En 1954, son ouvrage La Loi du Christ (Das Gesetz Christi), publié en trois volumes, rencontre un grand succès. Il est expert (peritus) au concile Vatican II (1962-1965), et participe à la commission qui élabore la constitution pastorale Gaudium et Spes.
De 1949 à 1987, il enseigne la théologie morale à l'Académie alphonsienne de Rome, ainsi que dans de nombreuses autres universités, notamment aux États-Unis. Auteur prolifique, il publie environ quatre-vingt ouvrages et un millier d'articles. Il a notamment contribué à orienter la théologie morale catholique vers une approche plus personnaliste, et reposant davantage sur l'Écriture.

## Ouvrages
- La Loi du Christ
- Chrétiens dans un monde nouveau
- Crise autour de Humanae Vitae
- Les chances de la prières
- Force et faiblesse de la religion
- Paix sur vous : nouvelles perspectives sur le sacrement de pénitence
- L'Amour du Christ, notre loi
- Pour une vie réussie : les vertus au quotidien